# Хаф, Джеймс
Сэр Джеймс Хаф (James Hough; род. 6 августа 1945) — британский физик, астрофизик, физик-экспериментатор, специалист в области гравитационных волн, которым посвятил порядка полувека своей деятельности, и в обнаружении которых в 2015 году сыграл ведущую роль.
Член Лондонского (2003) и Эдинбургского (1991) королевских обществ, доктор философии (1971), профессор Университета Глазго, выпускником которого является, получил там докторскую степень и с того же времени числится (с 1970 года), с 1986 года профессор, ныне эмерит.
Рыцарь-бакалавр (2018).

## Биография
Выпускник Университета Глазго (бакалавр, 1967), куда поступил на физику в 1963 году, в 1971 году там же получил степень доктора философии, занимался под началом профессора Рональда Древера. С 1970 года числится там же, первоначально как фелло, с 1972 года лектор, с 1983 года старший лектор. С 1986 года профессор экспериментальной физики альма-матер, ныне эмерит, занимающий именную кафедру Kelvin Chair of Natural Philosophy. Также является приглашённым профессором физики Университета Стратклайда. С 2000 по 2009 год первый директор Института гравитационных исследований (IGR) Университета Глазго и ныне его ассоциированный директор.
С 2010 года член Scottish Science Advisory Council.
Один из ведущих учёных британо-немецкой команды GEO600.
Фелло Института физики (1993, почётный с 2016), Американского физического общества (2001), Международного общества общей теории относительности и гравитации (2010), Королевского общества искусств (2012).
Автор нескольких сотен (более трёхсот) рецензированных журнальных публикаций.

## Награды и отличия
- Фелло JILA (1983)
- Премия Макса Планка (1991, совместно с К. Данцманом)
- Медаль и премия Дадделла (2004)
- Gunning Victoria Jubilee Prize[англ.] (2008)
- Phillips Award Института физики (2015)[5]
- Специальная Премия по фундаментальной физике (2016, в числе участников LIGO)[6]
- Королевская медаль Эдинбургского королевского общества (2016)[3]
- Премия Бруно Росси (2017, в числе участников LIGO)[6]
- Золотая медаль Королевского астрономического общества (2018)[7]
- Edison-Volta-Preis[нем.] (2018, совм. с Alain Brillet[нем.] и др.)[8]
- Бейкеровская лекция (2020)[6]
- President’s Medal Эдинбургского королевского общества[2]

Почётный доктор альма-матер (2016).
OBE (2013).